# Schützenpanzer Lang HS.30
Schützenpanzer Lang HS.30 – niemiecki bojowy wóz piechoty zaprojektowany w latach 50. XX wieku. 
Pojazd uzbrojony był w armatę automatyczną kalibru 20 mm i mógł przewozić pięciu żołnierzy piechoty. Zbudowano 2176 jego egzemplarzy. W 1974 roku HS 30 zaczęto zastępować pojazdami Marder 1.